# Wittelsbacherbrücke

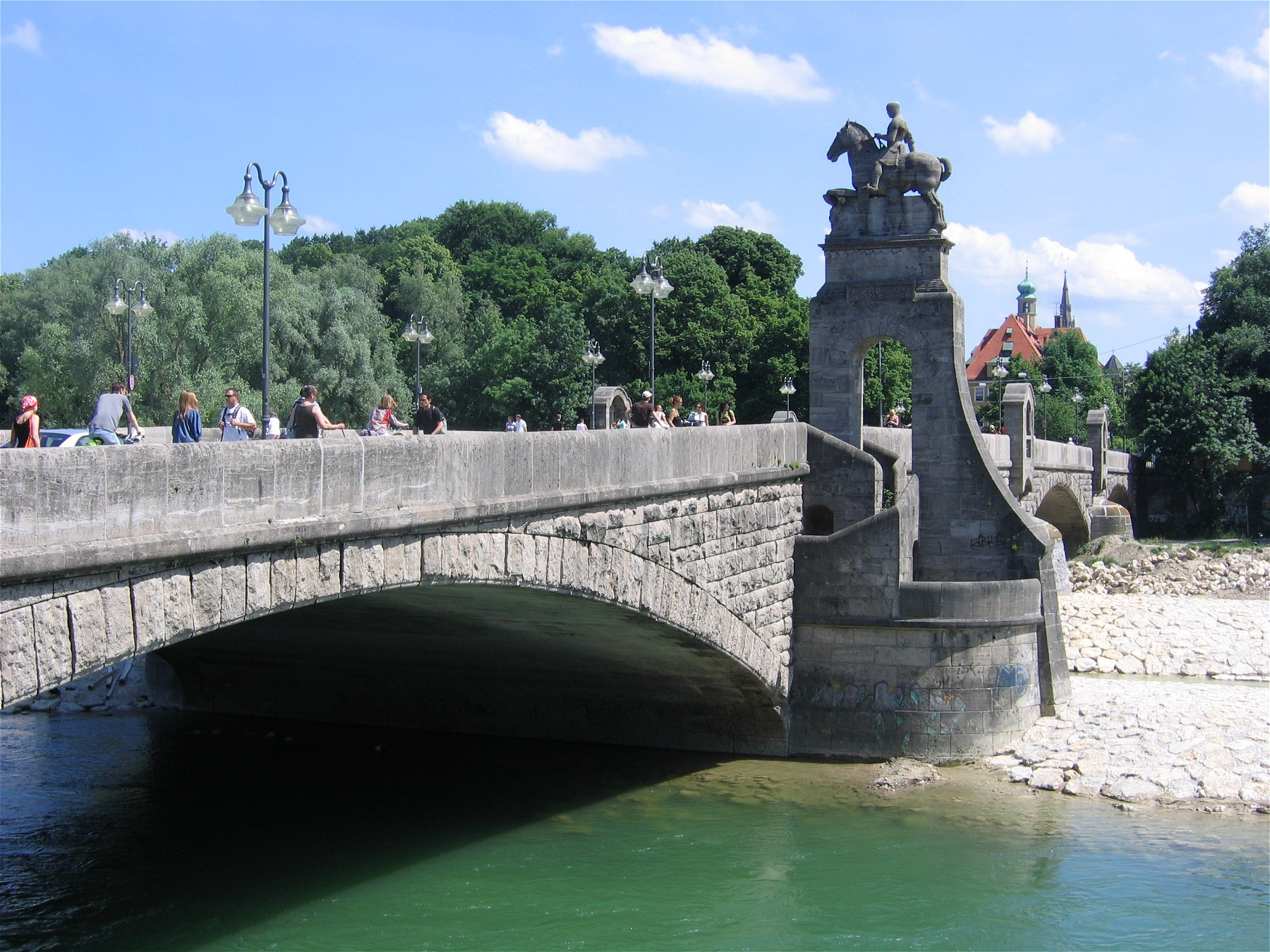
Wittelsbacherbrücke von Süden, vom Westufer gesehen

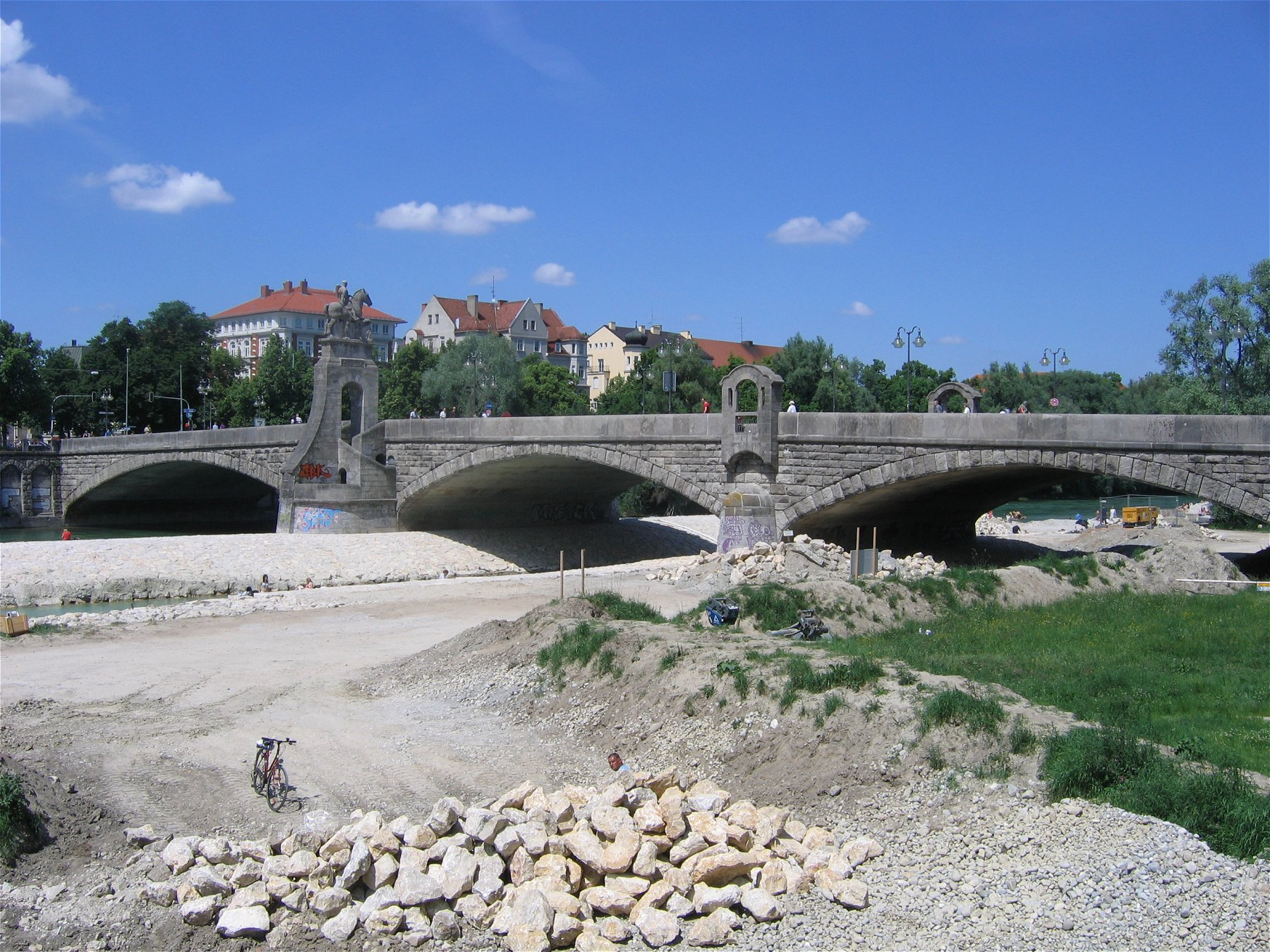
Wittelsbacherbrücke von Süden/Ostufer, Renaturierungsarbeiten Juni 2008

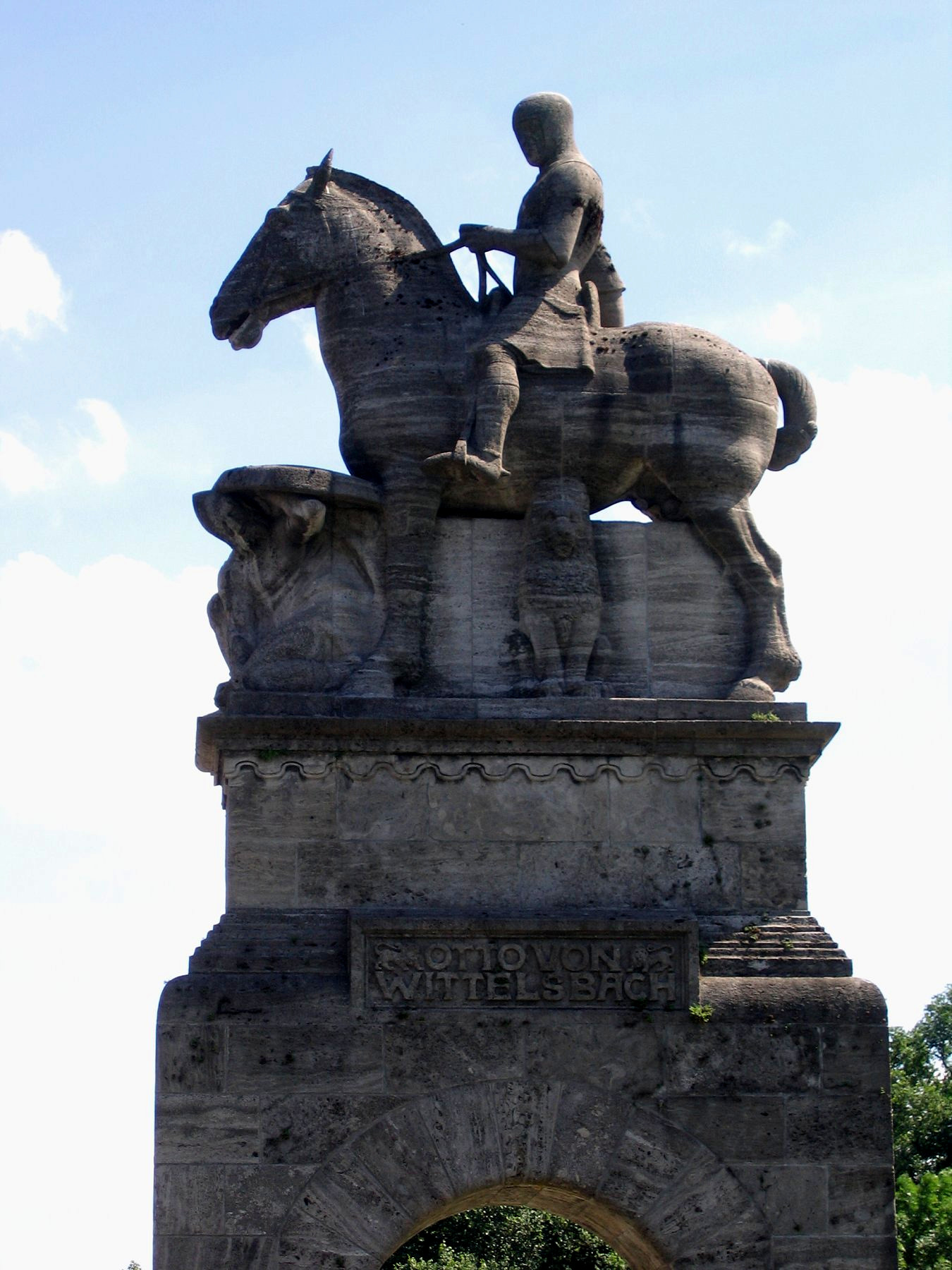
Reiterstandbild Ottos I., 1905 von Georg Wrba

Die Wittelsbacherbrücke, benannt nach dem bayerischen Königshaus der Wittelsbacher, ist eine Bogenbrücke über die Isar in München. Die Wittelsbacherbrücke verbindet die Isarvorstadt (Kapuzinerstraße) links der Isar mit der Au und Untergiesing (Humboldtstraße) rechts der Isar.

## Geschichte
Der beim Bau der Braunauer Eisenbahnbrücke verwendete Werkssteg aus Holz wurde nach Fertigstellung im Jahr 1871 als provisorische Isarüberquerung an diesem Standort wieder errichtet. Ab dem Jahr 1875 bestand eine eiserne Fachwerkkonstruktion zwischen zwei Brückenportalen, erbaut von August von Voit. Im Rahmen des von der Firma Sager & Woerner angebotenen Brückenbauprogramms wurde 1904 die Betonbrücke errichtet. Die äußere Gestaltung der Brücke übernahm Theodor Fischer, die Konstruktion und den Bau die Firma Sager & Woerner. Technisch gesehen ist die Wittelsbacherbrücke eine Kopie der Reichenbachbrücke. Es wurde überlegt, die bisherige eiserne Fachwerkbrücke nach Thalkirchen zu versetzen. Dieser Plan wurde aber aufgegeben als dort eine flache Holzbrücke geplant wurde. Die Eisenfachwerkbrücke wurde stattdessen in der Nähe der Brudermühle in Sendling wieder aufgebaut: als erste Brudermühlbrücke.

## Technische Daten
Vier flache Dreigelenkbögen aus Stampfbeton mit einer Länge von 44 m, 28 m, 27 m und 26 m überspannen den Fluss. Der längste Bogen überspannt das normale Flussbett, die drei anderen überspannten vor den Renaturierungsmaßnahmen das Hochwasserbett. Die Spannweite und die Form der Bögen waren durch die Lehrgerüste festgelegt, die schon bei der Reichenbachbrücke (genau dieselbe Spannweite) Verwendung fanden, nur so konnte die Firma Sager & Woerner massive Brücken so günstig anbieten. Alle vier Bögen wurden mit Muschelkalksteinen verkleidet.

## Standbild
Das Reiterstandbild zeigt Otto von Wittelsbach und stammt von Georg Wrba. Das Podest, auf dem das Standbild steht, ist Bestandteil des Brückenpfeilers. Eine symmetrische Treppenanlage führt hinunter auf eine Aussichtsplattform und zu einem Raum unterhalb der Fahrbahn.

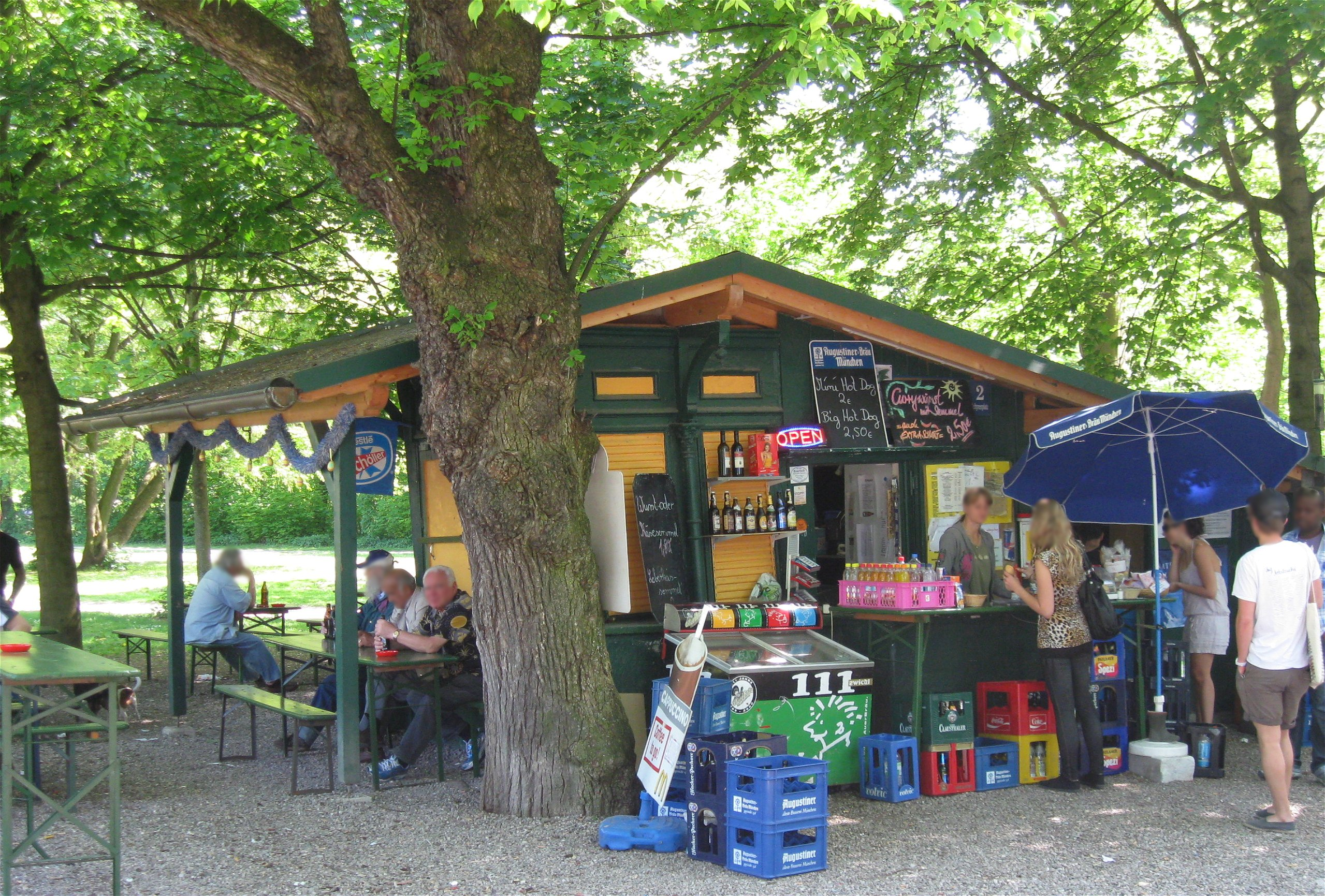
Kiosk am Schyrenplatz

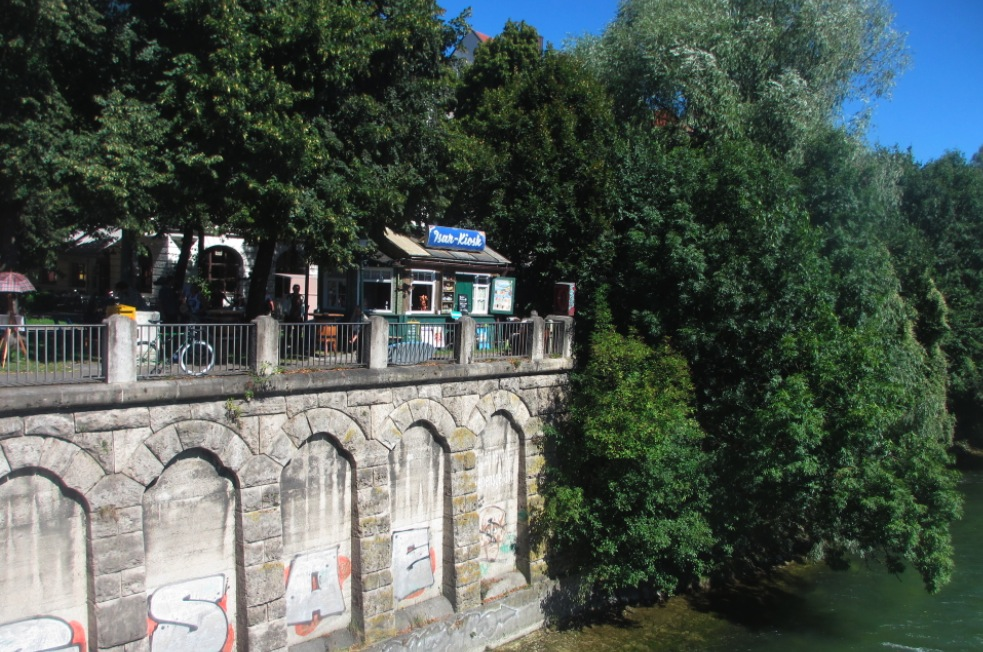
Kiosk für Filmaufnahmen zum Tatort 2016

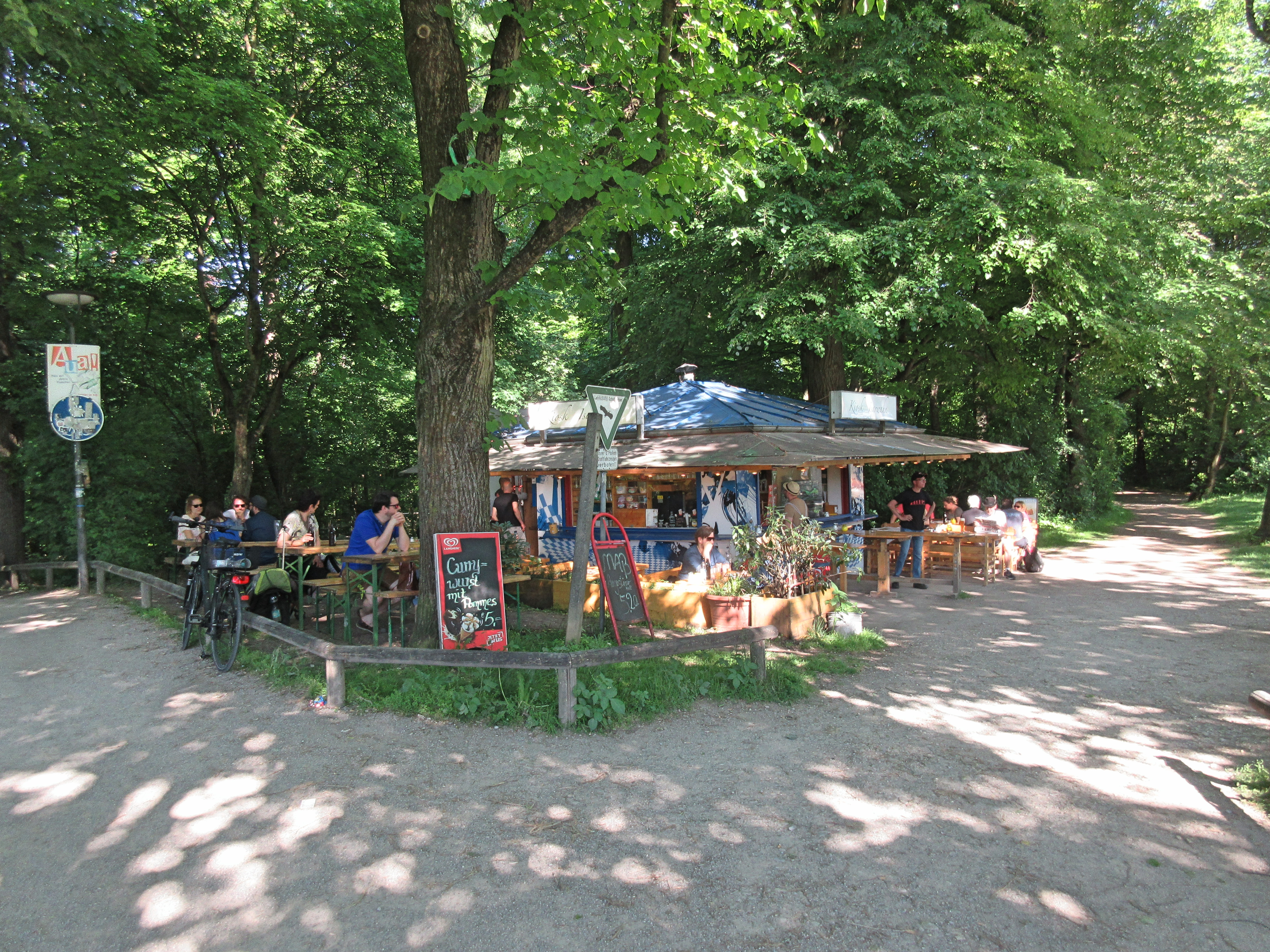
Kiosk „Isarwahn“ an der Wittelsbacher Brücke

## Sonstiges
Am rechten Ufer, auf dem Schyrenplatz, steht der – laut Aufschrift – wahrscheinlich älteste Münchner Kiosk. Ein weiterer Kiosk "Isarwahn" steht direkt gegenüber auf der anderen Straßenseite.
Für Filmaufnahmen zu einem „Tatort“ aus München wurde im Sommer 2016 für einige Wochen ein Kiosk auf der linken Uferseite nördlich aufgebaut.
Unter der Brücke lebten lange Obdachlose, die es sich dort „wohnlich“ eingerichtet hatten. In München stand die Brücke als Synonym für das Wohnen von Obdachlosen. Nachdem es in den Obdachlosen-Camps mehrmals gebrannt hatte, wurden sie schließlich Ende 2018 dauerhaft geräumt.
Der 2004 entstandene Spielfilm Die Wittelsbacher ist an diesem Ort gedreht worden. Er handelt von den unter dieser Brücke lebenden Wohnungslosen und hat dokumentarischen Charakter.
Auf dem Logo des Austragungsortes München zur Fußball-Europameisterschaft 2021 ist die Wittelsbacherbrücke samt Reiterstandbild abgebildet. Das Motiv soll Europas Brückenschlag symbolisieren.